# Ectot-l’Auber
Ectot-l’Auber település Franciaországban, Seine-Maritime megyében. Lakosainak száma 706 fő (2022. január 1.). Ectot-l’Auber Ancretiéville-Saint-Victor, Bourdainville, Saint-Martin-aux-Arbres, Saussay és Yerville községekkel határos.

## Népesség
A település népességének változása:
| Lakosok száma | 610  | 651  | 682  | 677  | 689  | 698  | 701  | 703  | 706  |
|               | 2013 | 2015 | 2016 | 2017 | 2018 | 2019 | 2020 | 2021 | 2022 |